# Depuis l'au-delà
Depuis l'au-delà est un roman écrit par Bernard Werber, publié le 4 octobre 2017 aux éditions Albin Michel.

## Résumé
Gabriel Wells, un écrivain, se réveille mort un matin. Après avoir rencontré une médium du nom de Lucy, il va partir à la recherche de la personne qui l'a tué.

## Noms récurrents dans l’œuvre de Bernard Werber
Le nom de famille Wells apparait dans plusieurs œuvres de Bernard Werber:
Edmond Wells, personnage emblématique de l’œuvre de Bernard Werber il apparaît dans Les Fourmis, Le Jour des Fourmis, La Révolution des Fourmis, L'Empire des Anges, Nous Les Dieux, Le Souffle des Dieux, Le Mystère des Dieux et est l'auteur de l'Encyclopédie du Savoir Relatif et Absolu.
Augusta Wells, mère de Jonathan Wells apparait dans Les Fourmis, Le Jour des Fourmis, La Révolution des Fourmis,
Jonathan Wells, sa femme Lucie Wells et leur fils Nicolas Wells apparaissent dans Les Fourmis.
Sa fille Laëtita Wells apparait dans Le Jour des Fourmis,
Son petit-fils Charles Wells apparait dans Troisième Humanité où il épouse Mandarine Wells,
David Wells, fils de Charles et Mandarine apparait dans tout le cycle Troisième Humanité, il épouse Aurore Kammerer,
Ignace Wells, né Wellowski en Pologne en 1923, lieutenant de Police est le grand-père de Gabriel.
Gabriel Wells est le héros de Depuis l'au-delà, il a un frère Thomas Wells, Edmond Wells est leur grand oncle.